# Minuartia mediterranea
Minuartia mediterranea là loài thực vật có hoa thuộc họ Cẩm chướng. Loài này được (Ledeb. ex Link) K.Malý mô tả khoa học đầu tiên năm 1908.